# Shuvosauridae
Shuvosauridae — вимерла родина теропоподібних псевдозухій у складі клади Poposauroidea. Шувозавриди існували в Північній Америці (Сполучені Штати) і Південній Америці (Аргентина) протягом пізнього тріасового періоду (пізній карнійський до реетійського етапів). Shuvosauridae був названий Санкаром Чаттерджі в 1993 році, щоб включити рід Shuvosaurus.
У дослідженні 2007 року було продемонстровано, що Chatterjeea є молодшим синонімом Shuvosaurus, і кладистичний аналіз встановив, що Shuvosaurus, Effigia, Sillosuchus утворюють тісно пов’язану групу. Однак ця група була залишена без назви та просто названа групою Y. Однак, згідно з правилами ICZN щодо пріоритету назви, Shuvosauridae має пріоритет над Chatterjeeidae (Shuvosauridae було названо в 1993 році, тоді як Chatterjeeidae було названо в 1995 році). У 2011 році Стерлінг Дж. Несбітт запропонував нове визначення цієї клади: «Найменш інклюзивна клада, що містить Shuvosaurus inexpectatus Chatterjee, 1993, і Sillosuchus longicervix Alcober and Parrish, 1997».